# Hiroshi Sekita
Hiroshi Sekita (関田 寛士 Sekita Hiroshi?), född 2 oktober 1989 i Kanagawa prefektur, är en japansk fotbollsspelare.
Sekita började sin karriär 2012 i FC Gifu. Han spelade 60 ligamatcher för klubben. 2016 flyttade han till AC Nagano Parceiro. Han avslutade karriären 2016.